# Giulio Casati
Giulio Casati (Brenna, 10 dicembre 1942) è un fisico italiano, noto per i suoi contributi alla teoria del caos classico e quantistico.

## Biografia
Casati ha conseguito la laurea presso l'Università degli Studi di Milano sotto la supervisione di Piero Caldirola nel 1968, e dopo alcune esperienze in Italia e all'estero, nel 1973 è diventato professore associato all'Università di Milano, e nel 1987 ordinario. È stato poi uno dei fondatori nel 1998 del nuovo ateneo di Como, ossia l'Università degli Studi dell'Insubria, dove è stato rettore vicario dal 1998 al 2001. A Como, ancora prima della fondazione del nuovo ateneo, ha fondato il Center for Nonlinear and Complex Systems. È anche affiliato alla National University of Singapore e all' Istituto Internazionale di Fisica dell'Università Federale del Rio Grande do Norte in Brasile.
Casati ha inoltre lavorato molto per sviluppare le attività scientifiche nel capoluogo comasco, dove ha contribuito a fondare il Centro di Cultura Scientifica della Fondazione Alessandro Volta e la Lake Como School of Advanced Studies.  È andato in pensione dall'Università nel 2014 come professore emerito e presidente onorario del Center for Nonlinear and Complex Systems.
Giulio Casati ha ricevuto nel 2008 il Premio Enrico Fermi della Società italiana di fisica e nel 2010 il Premio Internazionale «Luigi Tartufari» per la Fisica dell'Accademia Nazionale dei Lincei, ed è stato eletto membro dell'Academia Europæa e dell'Accademia europea delle scienze e delle arti

## Ricerche
Casati è infatti noto principalmente per la scoperta, con Boris Chirikov, Joseph Ford e Felix Izrailev, del fenomeno della localizzazione quantistica dinamica, che ha messo in luce l'importanza del caos in meccanica quantistica.  Assieme a Boris Chirikov, Italo Guarneri e Dima Shepelyansky, Casati ha anche scoperto che la localizzazione quantistica influenza profondamente l'eccitazione dell'atomo di idrogeno in campi intensi monocromatici. Ulteriori importanti contributi hanno riguardato la connessioni tra la quantizzazione di sistemi non integrabili e la teoria statistica degli spettri. Con l'avvento dell'informatica quantistica, Casati e i suoi collaboratori hanno studiato il problema del calcolo quantistico efficiente di sistemi dinamici complessi. Sul versante classico, gli interessi di Casati riguardano principalmente la conduzione termica in reticoli non lineari, dalla prima prova numerica della validità della legge di Fourier in sistemi unidimensionali a molti corpi, ottenuta in collaborazione con Bill Wisscher, Franco Vivaldi, e Joseph Ford, alla descrizione di un transistor termico. Le stesse tecniche hanno portato alla dimostrazione teorica di uno specchio unidirezionale per la luce.